# Октон – Скоки (станция метро)
Октон — Скоки (англ. Oakton — Skokie) — станция Чикагского метрополитена, расположенная на Жёлтой линии, между станциями «Демпстер — Скоки» и «Хауард». Она находится в деревне Скоки.
Станция представлена двумя путями и одной островной платформой. Имеется навес во всю длину платформы, который поддерживают два ряда колонн.
Станция имеет два выхода, оба из которых представлены наземным вестибюлем, где располагается турникетный павильон. Один выход расположен в северной части станции и приводит к Октон-бульвар вблизи Сирл-Паркуэй. Второй выход расположен с южного конца платформ и приводит к Октон-стрит и Октон-бульвар.

## Соседние станции
| Предыдущая станция | Линия | Линия        | Линия | Следующая станция |
| ------------------ | ----- | ------------ | ----- | ----------------- |
| Демпстер — Скоки   |       | Жёлтая линия |       | Хауард            |